# Sutton-in-Ashfield
Sutton-in-Ashfield är en ort i Ashfield, Storbritannien. Den ligger i grevskapet Nottinghamshire och riksdelen England, i den sydöstra delen av landet, 190 km norr om huvudstaden London. Sutton in Ashfield ligger 157 meter över havet och antalet invånare är 43 912. Staden nämndes i Domedagsboken (Domesday Book) år 1086, och kallades då Sutone.
Terrängen runt Sutton in Ashfield är platt. Runt Sutton in Ashfield är det tätbefolkat, med 982 invånare per kvadratkilometer. Närmaste större samhälle är Chesterfield, 17,3 km nordväst om Sutton in Ashfield. Trakten runt Sutton in Ashfield består till största delen av jordbruksmark.